# 小行星2822
小行星2822（2822 Sacajawea）是一颗围绕太阳公转的小行星。1980年3月14日，愛德華·鮑威爾在可可尼诺县发现了此天体。
該小行星以休休尼探險家薩卡加維亞命名。
这颗小行星的绝对星等为20.78890008826098等。